# Masatoshi Matsuda
Masatoshi Matsuda (jap. 松田 正俊 Matsuda Masatoshi; ur. 4 września 1980) – japoński piłkarz występujący na pozycji napastnika.

## Kariera klubowa
Od 1999 do 2013 roku występował w klubach FC Tokyo, Yokohama FC, Ventforet Kofu, Montedio Yamagata, Kyoto Purple Sanga, Blaublitz Akita i Tochigi SC.